# Claudio José Vicente Antolínez

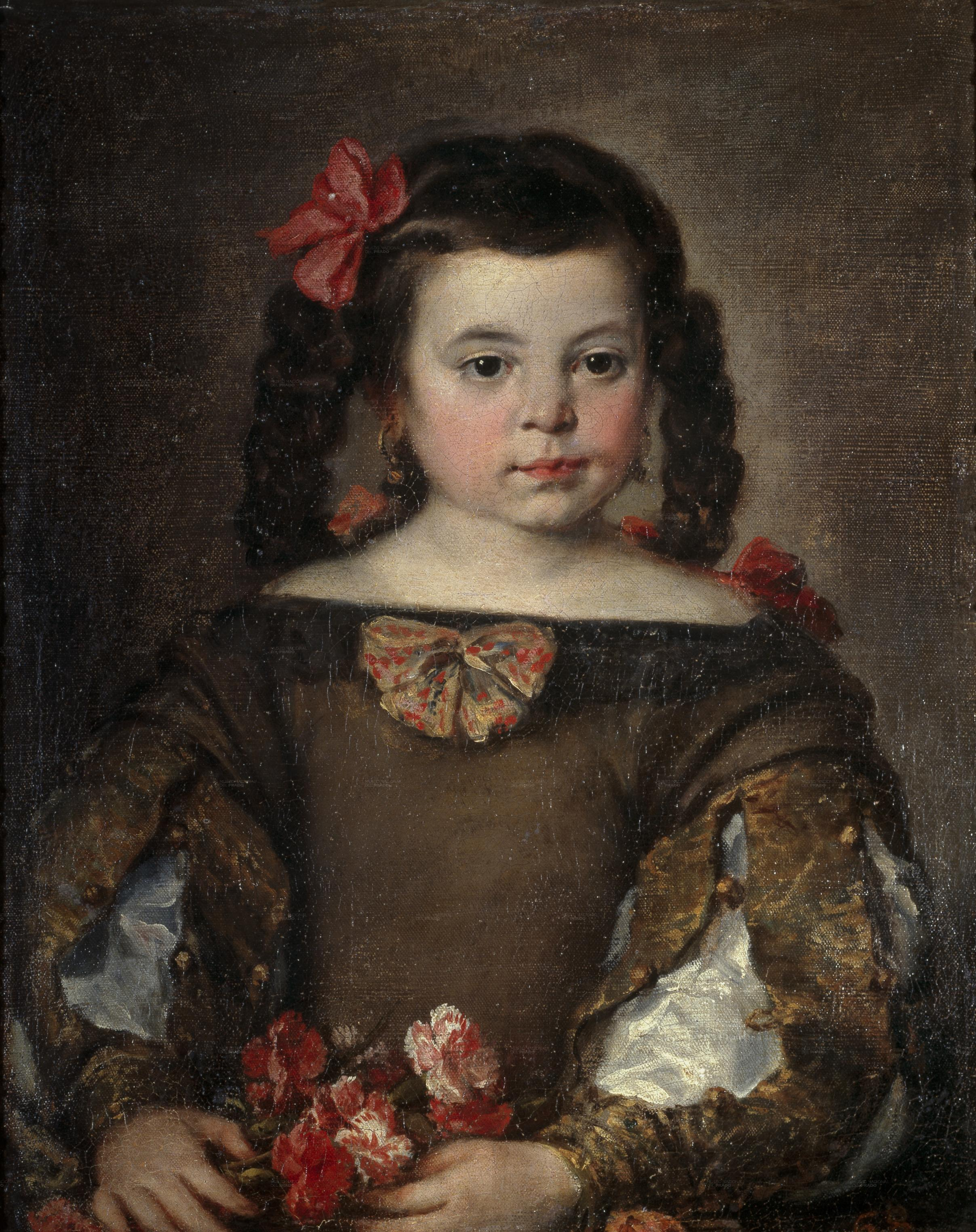
Ritratto di bambina

Claudio José Vicente Antolínez (Madrid, 1635 – Madrid, 1676) è stato un pittore spagnolo.

## Biografia
Fu probabilmente allievo del suo patrigno José Gonzales de Benavides e, secondo Palomino, divenne poi allievo di Francisco Rizi. 
Rappresentò molte volte l'Immacolata concezione, inizialmente sotto l'influenza di Jusepe de Ribera e Alonso Cano, poi avviandosi verso uno stile più personale, arrivando a specializzarsi sul quel soggetto e divenendone il più importante interprete sulla piazza madrilena. Fu quindi uno dei principali artisti che delinearono lo stile del barocco tardo della scuola di Madrid.
Nelle opere tarde si legge un'influenza di van Dyck e Diego Velázquez, con uno sviluppo delle composizioni non lineari, un impasto denso e una colorazione intensa, in cui si colgono reminiscenze degli artisti veneziani e neerlandesi. 
Oltre alle rappresentazioni dell'Immacolata, dipinse spesso santi e pochi, importanti ritratti, nonché scene di genere.